# あわくら会館
あわくら会館（あわくらかいかん）は岡山県西粟倉村にある施設である。

## 概要

### あわくら会館・図書館
「あわくら会館」は、役場庁舎、議場やホール、学習施設をがある複合施設。西粟倉村は脱炭素先行地域に選定されており、現在も村は森林面積が9割を超えている。新庁舎は旧役場を解体した跡地に建築。木の香りに包まれている。この建物は内閣総理大臣賞を受けている。また、図書館やカフェも併設されており、「あつまる・つながる・やってみる」をコンセプトに、村民の憩いの場となっている。

### 役場
西粟倉村役場(にしあわくらそんやくば)は地方公共団体である岡山県西粟倉村の執行機関としての事務を行う施設（役場）である。あわくら会館の中にある。現在の計画や、詳しい概要は行政または暮らし・手続きを参照。
課は以下の通り。
- 出納室
- 保健福祉課
- 地方創生推進室
- 産業観光課
- 建設課
- 教育委員会

- 解体前の役場
- 現在の会館
- 現在の会館2

## アクセス
道の駅あわくらんどから約980m（徒歩17分）くわしくはアクセスを参照